# Santa Bárbara (ort i Colombia, Antioquia, lat 5,87, long -75,57)
Santa Bárbara är en ort i Colombia.   Den ligger i departementet Antioquía, i den centrala delen av landet, 220 km nordväst om huvudstaden Bogotá. Santa Bárbara ligger 1 792 meter över havet och antalet invånare är 12 743.
Terrängen runt Santa Bárbara är kuperad åt sydväst, men åt nordost är den bergig. Santa Bárbara ligger uppe på en höjd. Runt Santa Bárbara är det ganska tätbefolkat, med 144 invånare per kvadratkilometer. Santa Bárbara är det största samhället i trakten. I omgivningarna runt Santa Bárbara växer i huvudsak städsegrön lövskog.